# Albrandswaard
Albrandswaard é um município dos Países Baixos. Em 1 de janeiro de 2022, tinha uma população de 25 934 habitantes.